# Чапраги
Чапраги — оздоба з міді, тобто аграфи, що складалися з двох зчеплених одна з однією половинок. Вони оздоблені як правило геометричним візерунком: концентричними колами, зірками і т. ін. Аграфи були добре збережені в гуцульському строї. Використовувалися для спинання мониста, поясів. Чепрагами защіпалася також ґугля. У козацьких часах ними спинали верхній плечовий одяг (кирею).